# Tour de la Babotte
La tour de la Babotte ou tour de la Babote, est un vestige des anciens remparts de Montpellier, dans l'Hérault, classé au titre des monuments historiques. Au XVIIIe siècle, elle a fait fonction d'observatoire d'astronomie.

## Historique

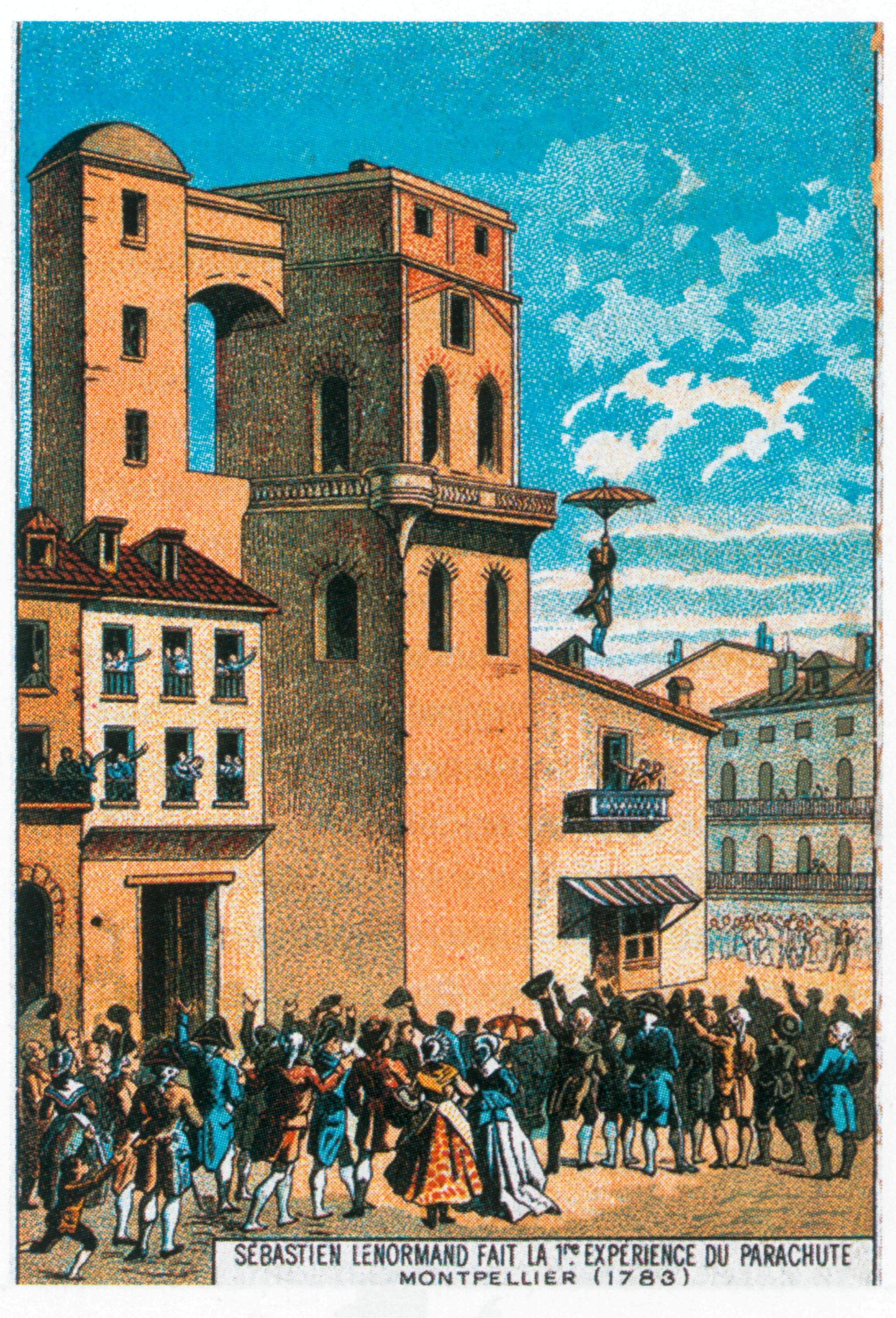
Légende : « Sébastien Lenormand fait la expérience du parachute - Montpellier (1783) ». En réalité, Lenormand ne sauta pas du haut de l'observatoire, il le fit du haut d'un arbre (hauteur un étage), seul des animaux et des poids furent jetés du haut de la tour de l'observatoire de Montpellier.

La tour de la Babotte est un élément des vingt-cinq tours de l'enceinte fortifiée ou « commune clôture » qui protégeait la ville de Montpellier à la fin du XIIe siècle, début du XIIIe siècle. Haute de vingt-six mètres, elle reste un des derniers vestiges avec la porte de la Blanquerie, la Porte du Pila Saint Gély et la tour des Pins.
En 1739, l'Académie royale des sciences demande l'autorisation d'y établir un observatoire d'astronomie, ce qui lui est accordé par le directeur général des fortifications, le maréchal d'Asfeld. La surélévation de la tour, à partir de la balustrade, date de cette époque. Les travaux se terminent en 1745. Cet observatoire fonctionnera jusqu'en 1793.
En décembre 1783, le physicien Louis-Sébastien Lenormand expérimente son parachute avec divers animaux et divers poids en forme de cœur, du haut de la tour de l'observatoire devant une foule comprenant Joseph Montgolfier (il avait fait sa première expérience le 26 novembre 1783, dans l'enclos des Cordeliers, en s'élançant d'un ormeau, en tenant dans ses mains deux parasols de trente pouces de rayon).
En 1832, la Babotte abrite le télégraphe Chappe. À la fin du XIXe siècle, elle est dévolue à la Société colombophile de l'Hérault qui y installe ses pigeons.
Les astronomes reviennent dans la tour faire leurs observations de 1902 à 1922. La Fédération d'astronomie populaire amateur du Midi y a son siège depuis 1981.
Au premier étage, une salle voûtée mesure 6,90 mètres de hauteur. Lors de l'installation du télégraphe, elle a servi de logement au directeur.
Actuellement, la tour de la Babotte abrite le club d'échecs de Montpellier, club issu de la réunification de Montpellier-Échecs et de la Diagonale du Sud, ainsi que la Société Astronomique de Montpellier.

## Protection
L'intégralité du monument fait l’objet d’un classement au titre des monuments historiques depuis le 4 août 1927.